# SBG Ireland
La Straight Blast Gym (SBG) è un'accademia di arti marziali miste con sede a Dublino, in Irlanda. Il team ha sfornato diversi combattenti di Ultimate Fighting Championship (UFC), tra i quali l’irlandese Conor McGregor.

## Storia
La palestra è stata fondata nel 2001 da John Kavanagh, cintura nera nel karate. Nello stesso anno entrò a far parte della Straight Blast Gym International (SBGi) di Matt Thornton, un'associazione mondiale di oltre 35 palestre, dopo che Kavanagh incontrò Thornton in un torneo in Africa. Dopo aver collaborato con SBGi, Thornton ha assegnato a Kavanagh la cintura viola del Brazilian Jiu-Jitsu (BJJ) nel 2002. Tre anni dopo, Kavanagh ha vinto l'oro al Campionato Europeo BJJ 2005. Nel 2007, gli è stata assegnata la cintura nera BJJ.
Nel 2009, Tom Egan è diventato il primo combattente di SBG a competere nella UFC. Dopo un periodo senza fornire lottatori competitivi per l’organizzazione statunitense, fa il suo ritorno  nel 2012, quando Gunnar Nelson ha fatto il suo debutto contro DaMarques Johnson nell’evento UFC: Struve vs Miocic, vincendo per sottomissione. L'anno seguente, Conor McGregor ha fatto il suo debutto in Svezia. Ha sconfitto Marcus Brimage con un knockout al primo turno, segnando l'inizio di una nuova era di successo per la squadra.
Nell’evento UFC 189, l'11 luglio 2015, SBG ha vinto la sua prima cintura UFC. Nell'evento principale della serata, Conor McGregor era stato prenotato per affrontare José Aldo per il titolo UFC dei Pesi piuma. Aldo si ritiró dal combattimento a causa di un infortunio alla costola, il che significa che McGregor affrontó Chad Mendes per il titolo. McGregor ha vinto lo scontro con un ko nel secondo turno, su una card che ha visto anche una sconfitta e una vittoria per i combattenti SBG, rispettivamente di Cathal Pendred e Gunnar Nelson. 
L’UFC 194, fu un evento che stabilì numerosi record, come quello di Conor McGregor che finalmente ha avuto la possibilità di diventare l'indiscusso campione di peso piuma UFC, e unificare la sua cintura contro José Aldo che era stato imbattuto da oltre dieci anni. McGregor ha impiegato solo 13 secondi per sconfiggere il brasiliano, risultando il più veloce in assoluto in un match valido per il titolo in UFC.
Dopo 15 anni alla SBG Ireland, il principale allenatore Owen Roddy ha annunciato la sua partenza a fine novembre 2018.

## Atleti di rilievo
- Conor McGregor 
                    - campione dei pesi piuma UFC
 - campione dei pesi leggeri UFC
- Gunnar Nelson
- Makwan Amirkhani
- Ali Bagautinov
- James Gallagher

## Riconoscimenti
SBG e i membri del suo team hanno ricevuto vari riconoscimenti da The World MMA Awards. 

### Team
- Palestra / personale

2014 Gym of the Year (nominata) 
 - SBG Ireland
- Allenatore dell'anno 2015 (nominato) 
 - John Kavanagh

- 2015 Trainer dell'anno (nominato)  
 - Ido Portal

- 2015 Palestra dell'anno (nominata) 
 - SBG Ireland

- 2016 Gym of the Year (nominata) 
 - SBG Ireland

- 2016 Coach of the Year (vincitore) 
 - John Kavanagh

### Fighters
- 2013 Breakthrough Fighter of the Year (nominato) 
 - Conor McGregor

- 2013 International Fighter of the Year (nominato) 
 - Conor McGregor

- Incontro dell'anno 2014 (nominato) 
 - Cathal Pendred contro Mike King

- 2014 combattente internazionale dell'anno (vincitore) 
 - Conor McGregor

- 2015 Knockout of the Year (nominato) 
 - Conor McGregor contro José Aldo

- 2015 combattente internazionale dell'anno (vincitore) 
 - Conor McGregor

- Fighter of the Year 2015 (vincitore) 
 - Conor McGregor

- 2016 Combattente dell'anno (vincitore) 
 - Conor McGregor